# Mungasjön
Mungasjön är en sjö i Västerås kommun i Västmanland och ingår i Norrströms huvudavrinningsområde. Sjön har en area på 0,577 kvadratkilometer och ligger 44 meter över havet. Sjön avvattnas av vattendraget Kvarnbäcken. Orten Munga och en badplats ligger vid sjön.

## Delavrinningsområde
Mungasjön ingår i delavrinningsområde (662655-154129) som SMHI kallar för Ovan Frösvibäcken. Medelhöjden är 50 meter över havet och ytan är 54 kvadratkilometer. Det finns inga avrinningsområden uppströms utan avrinningsområdet är högsta punkten. Lillån som avvattnar avrinningsområdet har biflödesordning 3, vilket innebär att vattnet flödar genom totalt 3 vattendrag innan det når havet efter 119 kilometer. Avrinningsområdet består mestadels av skog (38 procent) och jordbruk (50 procent). Avrinningsområdet har 0,58 kvadratkilometer vattenytor vilket ger det en sjöprocent på 1,1 procent. Bebyggelsen i området täcker en yta av 0,72 kvadratkilometer eller 1 procent av avrinningsområdet.